# سيدي حمادة
سيدي حمادة إحدى قرى ولاية سليانة وتبعد عن مركز الولاية بـ 25 كلم على الطريق الرابط بين سليانة والقيروان. وتتوسد قرية سيدي حمادة صدر جبل السرج الذي يعتبر ثالث أعلى قمة في تونس بارتفاع قدره 1357م. وتعتبر هذه القرية من أجمل المواقع الطبيعية في تونس وتضم داخل حدودها الترابية محمية جبل السرج.
وقد اشتهر أهلها الذين ينتسبون إلى جدهم حمادة بوشعالة الفيتوري الحسني شريف النسب، بإقبالهم على العلم. كما ساهم عدد منهم في الحركة الوطنية ومن أبرزهم عبد الستار الهاني وعبد القادر زروق. ومن أبنائها المعروفين كامل التونسي الذي عاش في دمشق وتخرجت على يديه أجيال منهم من تبوأ أعلى هرم السلطة في سوريا، وهو والد الوجه التلفزي رشا التونسي. وكذلك السياسي الوطني والقومي الأستاذ عبد الرحمان الهاني أحد مؤسسي التجمع القومي العربي في تونس وأول نائب لأمينه العام الأستاذ بشير الصيد عميد المحامين التونسيين، والأستاذ أحمد العربي الذي تولى رئاسة بلدية سليانة وعضوية مجلس النواب لعدة دورات متتالية، فضلا عن الأستاذ أحمد السنوسي الذي تحمل مسؤوليات قيادية بارزة على المستوى الجهوي في صلب الحزب الاشتراكي الدستوري الحاكم.